# Hur man gör
Hur man gör är en svensk novellfilm från 2007 i regi av Kim Hiorthøy, Gunilla Heilborn och Mårten Nilsson. Den tilldelades Guldbaggen för bästa kortfilm för filmåret 2007.